# Deák András (karmester)
Deák András (Budapest, 1960. június 2. –) magyar karmester, a Budapesti Strauss Zenekar és a Vienna Strauss Philharmonic Orchestra vezető karmestere.

## Életpályája
Édesapja Deák Tamás zeneszerző.
A Bartók Béla Zeneművészeti Szakközépiskolában zongora és zeneszerzés szakon végzett. A Liszt Ferenc Zeneművészeti Főiskola kórusvezetői szakán 1983-ban diplomázott, 3 évvel később, 1986-ban pedig a Kórodi András és Lukács Ervin nevével fémjelzett karmesterszakon szerezte meg második diplomáját. A főiskola mellett olyan nagyhírű, nemzetközileg elismert professzorok irányításával képezte tovább magát, mint Franco Ferrara és Eötvös Péter.
1985-től 1991-ig a Salgótarjáni Szimfonikus Zenekar művészeti vezetőjeként kezdte meg karmesteri pályáját. 
1991-től 2021-ig állt a Duna Szimfonikus Zenekar élén vezető karmesterként. Ez idő alatt 14 új mű ősbemutatója fűződött a nevéhez, melyhez a Duna Palota és a Művészetek Palotája adott otthont. 
1995-ben a Magyar Televízió Ferencsik János Nemzetközi Karmesterversenyének döntőse volt. 
A 90-es évek második felétől számos rádió és tv felvételen irányította saját zenekara mellett az InterOperett Lehár Zenekarát is. A Duna Szimfonikus Zenekarral két CD-t készített 1997-ben és 2006-ban. Alapítója és állandó karmestere volt az 1995-2015 között „Duna Koncert”, majd 2015-2020 között „Budapest Gála” néven futó klasszikus zenei sorozatnak, melynek célkitűzése volt, hogy segítse a Budapestre látogató külföldiek bepillantását a gazdag és kiemelkedő magyar zenei kultúra megismerésébe.
2000-óta rendszeresen visszatérő vendégkarmestere az észak-amerikai kontinens egyetlen olyan újévi koncertsorozatának, a „Salute to Vienná”nak, mely Bécs városának hivatalos támogatását és elismerését is magáénak tudhatja. Az évek során fellépett a kontinens legnevesebb koncerttermeiben, dirigálta a Calgary Philharmonikusokat, a Palm Beach Opera Zenekart, a Vancouver Opera Orchestrat, a Baltimore Symphony Orchestrát, a Chicago Civic Opera Orchestrát, a San Diego Symphonyt, a Philadelphia Symphonyt és vendégkarmesterként koncertmeghívást kapott a Chicago Philharmonichoz is. 
Vezényelt Finnországban, Szlovákiában, Németországban, Svájcban, Spanyolországban és Izraelben is.
A Bogár István által 1986-ban alapított Budapesti Strauss Zenekart 2006-óta mint vezető karmester vezeti tovább, emellett állandó dirigense a Vienna Mozart Orchestra-nak, akikkel rendszeresen fellép a bécsi Musikvereinben, a Staatsoperben, s az együttes külföldi koncertjein. A Vienna Mozart Orchestra-val járt már Mexikóban, Bulgáriában, Fehéroroszországban, Ukrajnában, Lengyelországban, az USA-ban, Kanadában, Lettországban, Oroszországban, Kínában és legutóbb Portugáliában is.
2014 óta a Vienna Strauss Philharmonic Orchestrával – annak vezető karmestereként – az Oroszországban, a balti országokban, Ukrajnában és Csehországban adott koncertjeinek száma meghaladta a 200-at.

## Díjak és kitüntetések
Nemzetközileg is elismert művészi munkásságáért 2004-ben a Köztársasági Érdemrend Lovagkeresztjével tüntették ki.
A zenei ismeretterjesztésben és az új koncertlátogató közönség nevelésében játszott kiemelkedő szerepéért zenekarával 2013-ban Gramofon zenei különdíjat kapott.
2014-ben a kultúra és közművelődés terén kifejtett kiemelkedő tevékenysége elismeréseként „Törökbálint kultúrájáért” díjjal jutalmazták.